# Maurice Côté
Pour l’article homonyme, voir Côté (homonymie).
Maurice Côté (né le 8 octobre 1917 et mort le 28 novembre 1986) est un agent immobilier, courtier et homme politique fédéral du Québec.

## Biographie
Né à Chicoutimi-Nord dans la région du Saguenay–Lac-Saint-Jean, il devint député du Parti Crédit social du Canada dans la circonscription fédérale de Chicoutimi en 1962. Réélu en 1963, il fut défait à titre de candidat indépendant en 1965 et à nouveau à titre de candidat créditiste en 1972 et en 1974.